# Ierossum
Ierossum (Ierosun), na mitologia iorubá, é o pó amarelo de uma árvore sagrada chamada Pterocarpus osun, corroída naturalmente pelos cupins. É utilizado para marcar os signos dos odus no Opom-ifá, nos rituais sagrados de Ifá, Orumilá, Odudua, alguns orixanlá, orixá funfum e na preparação do merindilogum. Também chamado de pó de ossum pelo povo do santo.

## Ligação externas
- Peterocarpus Leguminosae Papilionoideae